# Rafael Monares Cebrián

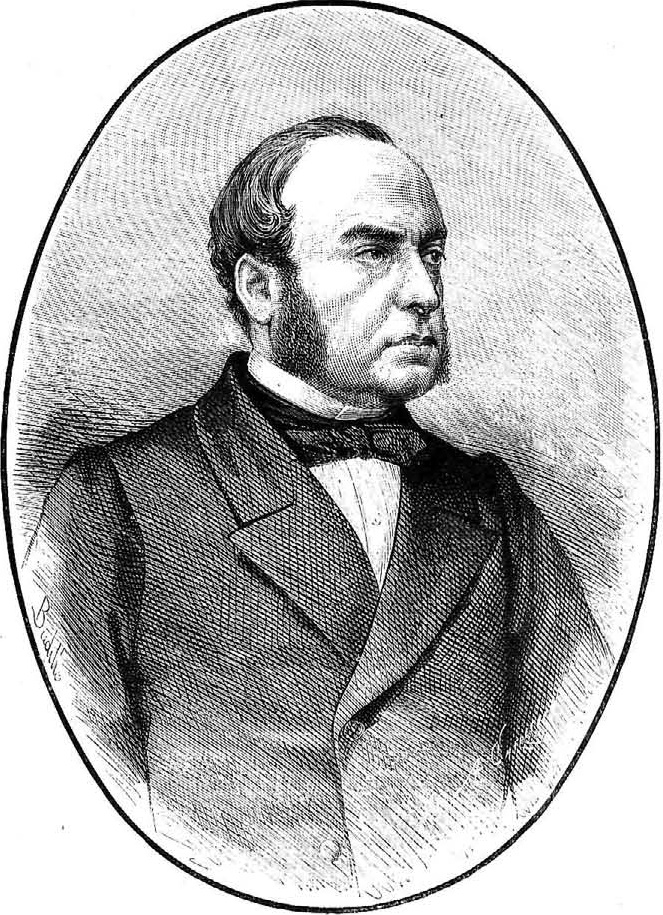
Rafael Monares Cebrián. Grabado de Arturo Carretero por dibujo de Félix Badillo, La Ilustración Española y Americana, 30 de abril de 1877.

Rafael Monares Cebrián (Roa, 24 de octubre de 1811-Alcalá de Henares, 13 de abril de 1877) fue un político español. 

## Biografía
Hijo de Antonio Monares Alonso, Escribano Real, y de Teresa Cebrián y Cebrián, se educó en Madrid y Valencia, licenciándose en Derecho en 1834. Catedrático en esa Universidad levantina, ejerció también la abogacía allí y en Albacete. En 1847 fue elegido decano del Colegio de Abogados de Valencia y dos años más tarde, letrado consultor del Tribunal de Comercio de la misma ciudad. Adherido a la Unión Liberal, entró en política en 1854, fue diputado por Albacete y más tarde vicepresidente del Congreso de los Diputados. Subsecretario de Gracia y Justicia en 1863. El 3 de marzo de ese año, fue nombrado ministro de Gracia y Justicia, bajo la presidencia del marqués de Miraflores. En 1864 fue senador vitalicio.